# Bertiera ledermannii
Bertiera ledermannii är en måreväxtart som beskrevs av Kurt Krause. Bertiera ledermannii ingår i släktet Bertiera och familjen måreväxter.
Artens utbredningsområde är Kamerun. Inga underarter finns listade i Catalogue of Life.